# アンナ・シュウエル

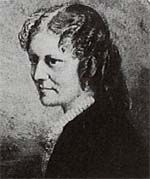
アンナ・シュウエル

アンナ・シュウエル（Anna Sewell、1820年3月30日 - 1878年4月25日）は、イギリスの女性小説家。生涯唯一の小説『黒馬物語』で知られる。

## 人物
アンナはイングランドのノーフォーク、グレート・ヤーマスで生まれた。クエーカーの家庭で2人兄弟、2歳年下の弟フィリップ・シュウエルは設計士としてヨーロッパの鉄道敷設に携わっていた。父は何度も事業に失敗したため、一家は何度かの引越しをしている。
14歳の時、雨の中を学校から帰る途中に転んだ怪我が元で両足首を痛めたが、無理をした結果両足が不自由になってしまい、歩くことができなくなったので馬車を多用するようになった。アンナはポニーに馬車を引かせて父を鉄道駅まで送迎していたという。そのことは彼女の馬に対する愛情と動物への人道的な取り扱いに深く関わることになる。
彼女は未婚であるかあるいは子供がいなかったとされる。しかしフィリップが何人かの子供を残して亡くなってしまったため、実家で母マリー・ライト・シュウエルと共に子供の面倒をみていた。アンナは母マリーを非常に慕っており、児童向け福音書の作家であった母の編集を手伝っていたという。クエーカーとしてアンナとマリーは慈善活動も活発であった。また彼女はヨーロッパ各地の温泉で湯治をしながら、多くの作家、芸術家、哲学者たちに出会い、かつては触れることのなかった知識を深めた。
アンナの唯一の出版作であり代表作である小説『黒馬物語』は、1871年から1877年にかけて執筆された。この間に彼女の健康は衰え寝台から起き上がることも困難になっていたため、自身で執筆できなくなると口承によりマリーに書き留めてもらい1876年からマリーは本格的に執筆を始めた。
57歳の時に完成した小説をアンナは1877年11月24日、地元の出版社ジャロルド・アンド・ソンズに40ポンドで売り込んだ。現在、この小説は児童向けの古典小説と考えられているが、アンナは馬に携わった人々を読者と考えていたという。アンナは「この小説には馬への思いやり、共感、待遇への理解を説いた特別な狙いがある」と述べている。この小説は発売されると人気を博し、当時の売上記録を更新、現在でも「英語で書かれた史上6番目のベストセラー」とされている。
アンナは出版の5ヵ月後、1878年4月25日に肝炎または肺結核で死亡したが、存命中にこの小説の成功を認めるには十分な期間があった。同月30日にはノーフォーク州バクストンに近いランマスのクエーカー埋葬地に葬られた。入り口の壁には現在も彼女の名前が記されている。
アンナの生誕地であるグレート・ヤーマスの土地は、現在は博物館となっている。彼女はブリストル市ウィックのブルーロッジで10年間を過ごしたが、現在はゴルフ場となっている同地のトレイシー公園は、小説に登場するバートウィック公園（Birdwick Park）のモデルと考えられている。
1866年からアンナが没するまで過ごしたオールドカットン（現在はノリッジの一部となっている）にあるコテージは当時の佇まいを残している。他にノリッジ市の施設としてシュウエル・バーン劇場（Sewell Barn Theatre）があり、兄フィリップが所有していた劇場である。またシュウエル公園（Sewell Park）という小さな公園も1909年7月19日に開かれ、変わった三角形でかたどられた花崗岩石の水飼葉桶はシュウエル一家の献花用に用いられている。